# Trikotazjnaja
Trikotazjnaja is een halte van lijn D2 aan de Rigaspoorweg in Moskou die in 1932 werd geopend. 

## Ligging en inrichting
Het station ligt in Toesjino in het noordwesten van de stad bij de aansluiting van de Volokolamskoje Sjosse op de ringweg, op 27 minuten rijden van Rizjskaja.  Het station is genoemd naar de voormalige arbeidersnederzetting Trikotazjni die in 1960 onderdeel van Moskou werd. Het station heeft twee rechte zijperrons die sinds november 2015 onderling verbonden zijn door een bewaakte overweg aan het oosteinde van het station. In 2017 werd het perron voor de richting van het centrum gerenoveerd. Tijdens de werkzaamheden moesten de reizigers gebruikmaken van een houten perron bij de kerk ten oosten van de overweg, zodoende lagen de perrons tijdelijk versprongen ten opzichte van elkaar. In de aanvankelijke plannen voor het stadsgewestelijk net zou het station vervangen worden door Volokolamskaja aan de buitenkant van de MKAD, maar Trikotazjnaja bleef ook na de oplevering van Volokolamskaja in bedrijf.

## Reizigersverkeer
De rechtstreekse voorstadsdiensten ten westen van het station lopen door tot Sjachovskaja, de andere kant op lopen ze via Rizjskaja door tot Toela-1 in het zuiden. Naast Toesjino bedient het station ook de buurten  Mitino (ondanks dat daar een eigen halte gebouwd kan worden) en Strogino. Voor de opening van metrostation Strogino was Toesjino het enige station in de buurt. Metrostation Volokolamskaja ligt een kilometer naar het westen en reizigers kunnen te voet overstappen tussen beide stations. Bij het station stoppen de stadsbussen е30, е30к, с11, 88, 210, 356, 368, с396, 400т, 614, 631, 640, 741 en de streekbussen 26, 372, 436, 540, 541, 542, 549, 568, 575, 856.